# Brotherhood - Legami di sangue
Brotherhood - Legami di sangue (Brotherhood) è una serie televisiva del 2006 ambientata a Providence, nel Rhode Island.

## Trama
Ambientata in un quartiere irlandese di Providence, chiamato The Hill, la serie ruota intorno alle vicende di Tommy (Jason Clarke) e Michael (Jason Isaacs) Caffee, due fratelli che hanno scelto strade molto diverse, ma che inevitabilmente finiscono per incrociarsi.
Michael è un gangster mentre Tommy è un politico e le loro storie delineano la doppia faccia della provincia di Rhode Island, dove spesso mafia e politica viaggiano sugli stessi binari. La famiglia è al centro di tutto ciò che accade: il legame tra i due fratelli, ma anche quello tra Rose (Fionnula Flanagan), donna forte e carismatica e i suoi figli, o quello tra Tommy e sua moglie Eleen (Annabeth Gish), all'apparenza una donna serena ma che in realtà nasconde infiniti tormenti.
Protagonista di Brotherhood e la città stessa, Providence, con le sue tante diversità etniche, i suoi dialetti e il profondo senso di comunità: è questo il mondo in cui vivono i fratelli Cafee e senza il quale non sarebbero di certo gli stessi.

## Episodi
| Stagione         | Episodi |
| ---------------- | ------- |
| Prima stagione   | 11      |
| Seconda stagione | 10      |
| Terza stagione   | 8       |

## Premi
La serie creata da Blake Masters è stata lanciata da Showtime nel luglio 2006 e ha vinto il Peabody Award 2007 - Premio Internazionale per l'eccellenza nel mondo dei mass media, TV, radio e nuove tecnologie - come miglior serie TV del 2007.